# Projekt 659
Projekt 659, von der NATO als Echo-I-Klasse bezeichnet, war eine U-Boot-Klasse der sowjetischen Marine mit Nuklearantrieb und Marschflugkörpern (SSGN).

## Geschichte

### Projekt 659

Zeichnung der Steuerbordansicht von Projekt 659

Projekt 659 war ein SSGN der ersten Generation und wurde als Folge einer entsprechenden staatlichen Anordnung vom August 1956 entwickelt. Technische Einrichtungen, insbesondere die Antriebsanlage, basierten auf Projekt 627. Projekt 659 und das zeitgleich entwickelte Projekt 658 (SSBN) benutzten dann auch beide die WM-A-Druckwasserreaktoren aus Projekt 627. Zum Chefentwickler wurde O. Klimow bestimmt.
Als Bewaffnung waren sechs P-5 Pitjorka-Marschflugkörper für den Einsatz gegen Landziele vorgesehen. Die Flugkörper sollten in Startkanistern untergebracht werden, für die der Rumpf der Boote erhöht wurde, so dass sie passgenau eingelassen waren, um den Strömungswiderstand des Rumpfes bei Unterwasserfahrt nicht zu erhöhen. Problematisch für die Konstrukteure war das Fehlen technischer Spezifikationen der Raketensysteme, die erst vollständig zur Verfügung standen, als der Bau von Projekt 659 bereits ein Jahr im Gange war. Dementsprechend mussten zahlreiche Anpassungen nachträglich vorgenommen werden.

## Aufbau
Projekt 659 war mit einer doppelten Schiffhülle konstruiert. Der Druckkörper war aus hochfestem AK-25-Stahl, mit einer Wandstärke von 22–35 mm gefertigt. Der innere Druckkörper, in dem Besatzung und Schiffssysteme untergebracht waren, unterteilte sich in neun Abteilungen, die durch wasserdicht verschließbare Schotten voneinander getrennt waren. Der innere Aufbau war dabei in vielen Teilen identisch dem von Projekt 658.
Die Boote des Projekt 659 verfügten über 14 Tauchzellen. Das Boot war so konstruiert, dass es rund 27 % mehr statischen Auftrieb erzeugen kann, als notwendig wäre, um das Boot am Sinken zu hindern.

### Antrieb
Die Energieversorgung von Projekt 659 stützte sich auf zwei WM-A-Druckwasserreaktoren. Die Reaktoren mit einer thermischen Leistung von jeweils 140 MWth wurden zur Dampferzeugung eingesetzt. Mit dem Dampf wurden zwei GTSA-601-Turbinen mit jeweils 17.500 PS (12.870 kW) Leistung angetrieben, die je auf eine der beiden Wellen wirkten, welche die beiden fünfflügeligen Propeller bewegen. Weiter waren zwei Elektromotoren vom Typ PG-116 mit je 460 PS verbaut. Diese speisten auch drei Gruppen von Bleiakkumulatoren mit jeweils 112 Zellen zur Notstromversorgung.

### Sensoren
Am Turm von Projekt 659 war ein ausfahrbarer Mast mit einem „RLK-101 Albatros“-X-Band-Radar (NATO: „Snoop Tray“) montiert. Für elektronische Gegenmaßnahmen verfügte das Boot über eine Antenne vom Typ „Nakat-M“ (NATO: „Snoop Light“). Zusätzlich verfügte jedes Boot über ein „Chrom-M“-Freund-Feind-Kennungssystem, ein NEL-5-Echolot, die Sonarsysteme „MG-10 Kola“ und „MG-13“ sowie das Feuerleitsystem „Plutonium“ für den Einsatz der Torpedos. Weiter war das Navigationssystem „N-659 Sila“ und „Lyra“-Astronavigation-System verbaut.

### Bewaffnung

#### Marschflugkörper
Die sechs P-5 Pitjorka-Marschflugkörper (NATO: SS-N-3C Shaddock) waren in sechs SM-49-Startkanistern außerhalb des Druckkörpers auf der Rumpfoberseite untergebracht. Die Kanister hatten eine Länge von rund 12 m sowie einen Innendurchmesser von 1,65 m. Zu dem Zeitpunkt war es technisch noch nicht realisierbar, die Waffen vom getauchten Boot zu starten, so dass Projekt-659-Boote dazu auftauchen mussten. Für den Flugkörperstart wurden Startkanister in der Vertikalen in einem Winkel von 14° angestellt und geöffnet. Um die Marschflugkörper an der Meeresoberfläche zu starten, wurden vier bis sechs Minuten benötigt, was das U-Boot sehr verwundbar machte. Waren die Flugkörper gestartet, wurden die Startbehälter wieder verschlossen und das U-Boot konnte abtauchen. Die P-5-Marschflugkörper hatten bei einer Geschwindigkeit von (Mach 1,12) eine maximale Reichweite von rund 650 km. Beladen waren die Flugkörper mit einem Nukleargefechtskopf mit 650 kT.

#### Torpedos
Die Projekt-659-Boote hatten im Bug vier Torpedorohre mit einem Durchmesser von 533 mm. Für diese standen 12 Torpedos der Typen SET-65 und 53-61 bereit. Daneben waren im Bug und im Heck jeweils zwei Torpedorohre mit einem Durchmesser von 400 mm verbaut. Diese konnten nicht nachgeladen werden, so dass vier 400-mm-Torpedos abschussbereit zur Verfügung standen.

## Umbau Projekt 659T
Im Jahr 1965 wurde die Bekämpfung von Landzielen von U-Booten des Projekt 667A mit U-Boot-gestützten ballistischen Raketen übernommen. Daraufhin beschloss die sowjetische Marine, die P-5-Flugkörper auf den Booten von Projekt 659 zu entfernen und untersuchte, ob die P-5 durch Seezielflugkörper vom Typ P-6 ersetzt werden konnten. Letztendlich entschied die Marineführung, die Boote zu Jagd-U-Booten (SSN) umzubauen. Im Zuge dessen wurden die P-5-Startkanister entfernt und diese Stellen am Rumpf verschlossen sowie neu beplankt, was den Unterwasserlärm reduzieren sollte. Dabei wurde die Hülle der Boote mit einer Auflage aus 5 cm dicken Hartgummiplatten bedeckt, welche die Geräusche aus den Booten dämpfen und die Signale von gegnerischen Sonarimpulsen absorbieren sollten. Weiter wurden die Boote mit dem Sonarsystem „MG-200 Arktika-M“ vom Projekt 627 nachgerüstet. Daneben wurden im Bug die beiden 400-mm-Torpedorohre entfernt und durch 533-mm-Torpedorohre ersetzt. Ebenso wurde das Waffenlager für Torpedos im Bug vergrößert, so dass 20 533-mm-Torpedos oder 36 Seeminen mitgeführt werden konnten. Der Umbau wurde auf allen fünf Booten zwischen 1968 und 1976 in der Swesda-Werft in Bolschoi Kamen durchgeführt. Nach dem Umbau wurden die Boote als Projekt 659T klassifiziert.

## Einheiten
Der Bau von sechs Booten der Klasse war vorgesehen, das Projekt wurde aber nach fünf Einheiten eingestellt. Der sechste Rumpf wurde nach wenigen Monaten Bauzeit abgebrochen. Alle Boote waren der Pazifikflotte zugeteilt. Sie bildeten die 26. U-Boot-Division und waren in der Pawlowski-Bucht stationiert. Nach dem Umbau zum Projekt 659T bildeten die Boote die 45. U-Boot-Division. Stationiert waren die Boote jetzt in Wiljutschinsk in der Krascheninnikow-Bucht. Ende der 1980er-Jahre wurden alle fünf Boote außer Dienst gestellt.

### K-45
K-45 wurde am 20. Dezember 1958 in Komsomolsk am Amur auf Kiel gelegt und lief am 12. Mai 1960 vom Stapel. Das Boot wurde von Juni 1960 bis 1961 zahlreichen Tests unterzogen, um neben dem Test der Funktionalität von K-45 selbst auch mögliche Fehler in der Planung zu identifizieren. Die Überprüfungen aller Systeme führten zu 270 erkannten Mängeln, darunter ein Verlust von 15 Litern Kühlflüssigkeit pro Stunde im zweiten Kühlkreislauf des Reaktorsystems. Die 1961 durchgeführten Teststarts mit den P-5-Raketen zeigten zahlreiche weitere Probleme auf – so waren einige der Transportbehälter undicht und die Raketen durch eindringendes Seewasser unbrauchbar. Ebenso kam es zu Schäden durch den Rückstrahl des Triebwerks der Flugkörper bei deren Start. K-45 wurde nach Reparaturen der Pazifikflotte zugewiesen und 1970 zum Projekt 959T umgerüstet. Es war 1972 im Zuge des Vietnamkrieges im Südchinesischen Meer eingesetzt und führte im Anschluss eine 163 Tage dauernde Patrouille (mit Zwischenstopps) durch. Am 10. September 1981 kollidierte sie während einer Überwasserfahrt mit dem Fischtrawler Nowokachalinsk und wurde leicht beschädigt. 1995 wurde K-45 zur Vorbereitung der Verschrottung in einer Lagereinrichtung der Marine geschleppt.

### K-59
Das Boot wurde am 30. September 1959 in Komsomolsk am Amur auf Kiel gelegt und lief am 25. September 1960 vom Stapel. Es leistete seinen Dienst in der Pazifikflotte und wurde zwischen 1967 und 1970 zum Projekt 659T modernisiert. 1977 wurde es im Rahmen einer Neuorganisation in K-259 umbenannt. Das Boot führte mehrere ausgedehnte Patrouillen im Pazifik durch und wurde 1989 in die Reserve versetzt, bevor es 1997 endgültig außer Dienst gestellt und im folgenden Jahr verschrottet wurde.

### K-66
K-66 wurde am 26. März 1960 in Komsomolsk am Amur auf Kiel gelegt und lief am 30. Juli 1961 vom Stapel. Das Boot führte nach dem Abschluss seiner Erprobung mehrere längere Patrouillen im Pazifik durch, die in einigen Fällen länger als zwei Monate andauerten. Am 6. Mai 1966 brach im Turbinenraum ein Feuer aus, das schwere Schäden an den elektronischen Geräten verursachte, aber ohne Verluste unter Kontrolle gebracht werden konnte. Zwischen 1970 und 1972 wurde K-66 zum Projekt 659T umgebaut. 1979 kam es durch das Versagen einer Dichtung zum Verlust von sechs Tonnen Getriebeöl. Resultierend aus den dabei entstandenen Schäden wurde K-66 in die Reserve versetzt und 1986 in eine Dauerlagereinrichtung der Marine verlegt. Mit dem Abwracken wurde später die Werft „Stern“ beauftragt.

### K-122
Das Boot wurde am 16. November 1960 in Komsomolsk am Amur auf Kiel gelegt und lief am 17. September 1961 vom Stapel. 1963 kam es zu zwei schweren technischen Defekten. Im August 1963 kam es zur Ansammlung von Kühlwasser im Reaktorabteil, das bis auf Hüfthöhe anstieg, bevor die Mannschaft den Defekt mit Bordmitteln beheben konnte. Im September 1963 verlor die Mannschaft während einer Unterwasserfahrt mit 14 Knoten plötzlich die Kontrolle über die Ruderanlage. Das Boot begann schnell über den Bug tiefer zu sinken und konnte nur mit Mühe abgefangen werden. Ursache war ein Defekt am Rudergestänge, der beim Bau des Bootes übersehen worden war. 1968 wurde K-122 zum Projekt 659T modernisiert. Während der Übung „Ozean“ der sowjetischen Marine im Jahr 1970 kam es an Bord zu Unstimmigkeiten über die genaue Position von K-122 und ein vom Kommandanten befohlener Tauchgang auf 200 Meter Tiefe endete bei 196 Metern, als K-122 mit dem Bugsonar ein Korallenriff rammte. Die Schäden brachten das Boot nicht in Gefahr, aber wenige Tage später kam es zum Ausbruch von kleineren Bränden in drei Abteilungen und mehrere Seeleute erlitten Kohlenmonoxidvergiftungen. Der Kommandant wurde nach der Übung abgelöst. Am 20. August 1980 brach während einer Tauchfahrt ein Feuer in Abteilung VII aus. Das automatische Feuerlöschsystem wurde ausgelöst, aber neun Männer, für die keine Schutzmasken vorhanden waren, wurden durch das Freon-Löschmittel vergiftet. Mit Ausnahme des Bugtorpedoraums war der gesamte Druckkörper mit Rauch und giftigen Gasen gefüllt, so dass sich die Mannschaft nach dem Auftauchen an Deck begeben musste. Das Feuer hatte jedoch den Druck im Boot verändert, so dass sich die oberen Zugangsluken zu den Abteilungen im Heck nicht öffnen ließen. Die Seeleute, die in den hinteren Abteilungen gefangen waren, konnten erst befreit werden, nachdem ein Maat, der sich bei der Aktion eine tödliche Rauchvergiftung zuzog, eines der Torpedorohre öffnete und so den Druckausgleich herstellte. Die Mannschaft verschaffte sich von außen Zugang zum Reaktor und sicherte ihn durch das Absenken der Steuerstäbe. Da durch die giftige Atmosphäre im Boot alle Kommunikations- und Führungssysteme unerreichbar waren und auch keine Hilfe per Funk gerufen werden konnte, trieb das Boot an der Oberfläche und ein britisches Schiff leitete letztlich die Informationen über die Notlage von K-122 über seine Botschaft an die sowjetische Marine weiter, die dann Rettungsschiffe entsandte. Das Boot wurde eingeschleppt. Insgesamt 14 Seeleute waren – hauptsächlich infolge fehlender Schutzausrüstung – umgekommen. Das Boot wurde nicht mehr repariert und 1995 abgewrackt.

### K-151
K-151 wurde am 21. April 1962 in Komsomolsk am Amur auf Kiel gelegt und lief am 30. September 1962 vom Stapel. Es wurde der Pazifikflotte zugeteilt und in Petropawlowsk-Kamtschatski stationiert. Es wurde zwischen 1972 und 1976 zum Projekt 659T aufgerüstet. Das Boot nahm an zahlreichen Übungen teil und die Besatzung erhielt verschiedene Auszeichnungen. Am 30. Juni 1984 kam ein Seemann durch eine Rauchvergiftung ums Leben, nachdem ein Feuer in Abteilung VII ausgebrochen war. 1989 wurde das Boot in die Reserve versetzt und 1995 aus der Flottenliste gestrichen. 2008 begann die Verschrottung.

## Belege und Verweise